# Monophyllorchis
Monophyllorchis is een monotypisch geslacht (met slechts één soort) van tropische orchideeën uit de onderfamilie Epidendroideae.
Monophyllorchis maculata is een kleine, terrestrische orchidee met één (soms twee) opvallend groot, hartvormig blad, afkomstig uit Zuid-Amerika.

## Naamgeving en etymologie
De botanische naam Monophyllorchis is afkomstig van het Oudgrieks μόνος, monos (één), φύλλον, phullon (blad) en ὄρχις, orchis (orchidee), wat betrekking heeft op het (meestal unieke) opvallende blad.

## Kenmerken
De plant bezit een tot 40 cm lange, gebogen bloemstengel met enkele stengelomvattende bladscheden en één (zelden twee), in verhouding opvallend groot blad. Het hartvormige blad is bovenaan prachtig donkergroen tot paars, met zilverachtig-wit gestreepte nerven geaderd, onderaan donkerrood.
De bloeiwijze is een eindstandige, ijle bruine tros met enkele kleine witte bloemen, die zich over een lange periode een voor een openen. Dikwijls blijven de bloemen dicht en is de plant zelfbestuivend.

## Habitat en verspreiding
Monophyllorchis groeit op de bodem van zeer natte, montane regenwouden op een hoogte van 400 tot 1700 m, voornamelijk in de Andes in Zuid-Amerika, van Ecuador tot Panama en Costa Rica.

## Taxonomie
Het geslacht is monotypisch, het omvat slechts één soort. Sommige botanici noemen nog één of twee extra soorten, maar die worden over het algemeen als synoniemen beschouwd.
- Monophyllorchis maculata Garay (1978)